# Нова Атлантида
«Нова Атлантида» — утопічна новела Френсіса Бекона. Вона була вперше опублікована латиною (як Nova Atlantis) у 1624, а 1627 року вийшов її англійський варіант. Бекон працював над цим твором на схилі днів і не встиг його закінчити. Проте саме він став підсумком довголітніх роздумів філософа, у ньому втілився його великий державно-політичний і життєвий досвід. У «Новій Атлантиді» в жанрі утопії Бекон розвиває свою улюблену тему про велич і благо науково-технічного прогресу і викладає свій проєкт державної організації науки.
Термін «утопія» (по-грецьки «місце, якого немає») веде походження від назви книги «утопія» Томаса Мора. Слово «утопія» стало загальним для позначення опису вигаданої країни, покликаної служити зразком суспільного устрою, а також, в розширеному сенсі, всіх творів і трактатів, що містять нереальні плани соціальних перетворень.
Спочатку утопії були тісно пов'язані з легендами про «золоту добу». В античності й в епоху Відродження утопія придбала переважно форму опису ідеальних держав, які нібито існують десь на землі або існували в минулому. У XVII—XVIII ст. набули поширення різні утопічні трактати й проєкти соціальних і політичних реформ. А з середини XIX ст. утопія все більше перетворюється на специфічний жанр полемічної літератури, присвячений проблемі соціального ідеалу і моральних цінностей.

## Основні ідеї
«Нова Атлантида» Френсіса Бекона, безумовно, бувши утопією, стоїть дещо окремо. Суспільний лад на острові Бенсалем не відрізняється в корені від наявного в Англії в той час. Діє також священний принцип приватної власності, немає ні майнової, ні соціальної рівності, там живуть і слуги, і «ті, хто впали в убогість». Важливу роль у суспільстві відіграють гроші: ними, наприклад, щедро нагороджують вдалих винахідників. Править островом монарх, правда, гуманний і освічений.
У тому то й справа, що не питання соціального устрою хвилювали автора цієї утопії, а місце і роль науки в суспільстві. Її чільне становище — ось що було утопічним в устрої бенсалемської острівної держави.
Наука висунута на перше місце. А далі — все як у житті. Релігія, наприклад, не тільки збережена, але і відіграє на острові велику роль. Бенсалемці навіть виявляють релігійну нетерпимість — на острів допускаються тільки християни. У якомусь сенсі, острів відзначений Всевишнім. Божественне одкровення зійшло на бенсалемців прямо з неба: «жителі Ренфузи побачили одного разу вночі великий стовп світла, що з'явився на морі на відстані близько милі», потім «сяючий стовп і хрест розпалися і розсипалися як би на безліч зірок, незабаром також погаслих; а на воді залишився лише невелика скринька з кедрового дерева, нітрохи не підмочена водою, хоча вона і пливла по ній». У скриньці виявилася Біблія і послання від апостола Варфоломія.
Але повернемося до суспільних інститутів острова Бенсалем. Крім згаданих короля і церкви в управлінні державою бере участь сенат. Навіть так: королю відведено досить мало місця, проте особливо підкреслено, що свої укази він видає обов'язково згідно з законом. Тобто свою владу він здійснює разом з парламентом, органом «народного представництва».
Однак найпочеснішою організацією і головним державним інститутом на Бенсалемі є Будинок Соломона — центр наукових експериментів і винаходів. Представники Будинку користуються особливою пошаною, їм єдиним дозволено сидіти в присутності тирсана, батька-патріарха, що дав життя як мінімум тридцяти нащадкам, а члени Будинку, які повернулися з далеких країн, здійснюють пишний тріумфальний хід. У руках Будинку Соломона зосереджені головні природні багатства країни, найважливіші галузі промисловості, тут не тільки ставлять досліди, але і займаються виробництвом.
Наукова робота членів Соломонового Будинку організована за типом мануфактури, з таким же детальним розподілом праці — ще одне цікаве зображення сучасного Бекону дійсності.
Дому Соломона належить монополія на всі відкриття, він може оприлюднити їх чи ні, і використовувати на свій розсуд, а також монополія на міжнародні відносини, а все це — вже прерогатива державної влади. Так що Соломонів Будинок фактично є керівною організацією на острові. Тобто влада на Бенсалемі — це влада знання. У цьому і суть утопії.
Знання — це світло, те єдине, що «створене Господом раніше за всі інші речі». Але навіть знання — це не кінцева мета. Кінцева мета — принесення користі людям. Наука збільшує владу людини над природою. Саме тут збігаються два людські прагнення — до знання і могутності. Наука забезпечує процвітання, регулює розміри тварин, подовжує людське життя. Багатство, достаток, мир, здоров'я, безсмертя — все це досягається за допомогою науки. І всі жителі зайняті одним — добуванням знань.
Френсіс Бекон описує безліч фантастичних технічних нововведень, винайдених на острові Бенсалем. Частина з них дійсно була здійснена на практиці, причому тільки в XIX—XX століттях (підводний човен, мікрофон, телефон), інші так і залишилися в області фантазії (вічний двигун, прилад для отримання думок), але всі вони свідчать про нестримну віру Бекона в силу людського розуму, а також про геніальну інтуїцію філософа.
І, нарешті, бенсалемці живуть у злагоді з природою. У них проводиться ні з чим не порівняне свято сім'ї, на якому «була так вшановано природа». У бенсалемському суспільстві панують природні звичаї. Це найцнотливіший народ — «діва світу». Шлюбу тут повернуто його первісний природний сенс, втрачений європейцями. На острові немає публічних будинків, взагалі ніяких неприродних схильностей. Зате щосили міцніє дружба.
У XVII ст.. вихваляння науки було просто необхідним. Вплив філософії Бекона на сучасне йому природознавство і подальший розвиток філософії великий. Його аналітичний науковий метод дослідження явищ природи зіграв свою позитивну роль у досягненнях природознавства XVII—XVIII століть. Логічний метод Бекона дав поштовх розвитку індуктивної логіки. Його класифікація наук була позитивно сприйнята в історії наук і навіть покладена в основу поділу наук французькими енциклопедистами.
Цілком можна сказати, що утопія Френсіса Бекона майже стала реальністю: наука є найважливішою галуззю розвинених країн. Вона просувається вперед величезними темпами, з одного боку, полегшуючи життя людини, економлячи сили і час, але також швидко вона вдосконалює і знаряддя знищення. Сьогодні існує можливість повністю винищити життя на Землі практично одним натиском на кнопку. Технічний прогрес пішов далеко вперед, але людина в моральному відношенні не набагато випереджає своїх далеких предків.